# Hugo Müller-Otfried
Hugo Müller-Otfried (* 17. Juni 1860 in Stade; † 22. November 1933 in Hannover) war ein deutscher Verwaltungsbeamter.

## Leben
Hugo Müller studierte an der Eberhard Karls Universität Tübingen und der Georg-August-Universität Göttingen. 1882 wurde er Mitglied des Corps Suevia Tübingen. Noch im selben Jahr schloss er sich dem Corps Bremensia Göttingen an. Nach dem Studium trat er in den preußischen Staatsdienst. Von 1899 bis 1912 und von 1918 bis zu seiner Pensionierung 1925 war er Landrat des Kreises Bleckede. In seinem letzten Dienstjahr nahm er den Nachnamen „Müller-Otfried“ an. Den Ruhestand verlebte er in Hannover.

## Auszeichnungen
- Ernennung zum Geheimen Regierungsrat[5]